# Gæsterne
Gæsterne (bra: Não Fale o Mal) é um filme de terror psicológico de 2022 dirigido por Christian Tafdrup a partir de um roteiro que ele co-escreveu com seu irmão Mads. É produzido por Jacob Jarek e distribuído pela Nordisk Film. As filmagens ocorreram na Dinamarca, Países Baixos e Itália, e a maior parte do filme é filmada em inglês, com algumas cenas em dinamarquês e holandês. O filme é centrado em Bjørn (Morten Burian) e Louise (Sidsel Siem Koch), um casal dinamarquês que é convidado por Patrick (Fedja van Huêt) e Karin (Karina Smulders), um casal holandês, para passar um fim de semana em sua casa de campo; os anfitriões logo começam a testar os limites de seus convidados à medida que a situação piora.
Gæsterne estreou na seção Midnight no 38º Festival de Cinema de Sundance em 22 de janeiro de 2022. Foi lançado nos cinemas na Dinamarca em 17 de março de 2022 e nos Países Baixos em 21 de julho.

## Enredo
Durante as férias na Toscana, Bjørn e Louise, um casal dinamarquês, e sua filha Agnes, conhecem Patrick e Karin, um casal holandês, e seu filho Abel, que sofre de aglossia congênita e nasceu sem língua. Algumas semanas depois, Bjørn e Louise recebem um convite do casal holandês para visitar a sua remota casa rural na Holanda, que aceitam. Após oito horas dirigindo, a família chega ao destino. Durante os dois primeiros dias, Louise se sente incomodada com os comportamentos passivo-agressivos dos anfitriões, como a ignorância de Patrick sobre seu vegetarianismo, seu comportamento abusivo com Abel e os palavrões de Karin.

## Elenco
- Morten Burian como Bjørn
- Sidsel Siem Koch como Louise
- Fedja van Huêt como Patrick
- Karina Smulders como Karin
- Liva Forsberg como Agnes
- Marius Damslev como Abel
- Hichem Yacoubi como Muhajid

## Produção
Gæsterne é o terceiro longa-metragem de Christian Tafdrup, que atua principalmente como ator, e seu primeiro filme do gênero, no qual tenta combinar o gênero drama com comentários sociais e elementos de terror psicológico. Ele co-escreveu o roteiro com seu irmão Mads Tafdrup. Jacob Jarek atuou como produtor, com custos de produção estimados em 2,8 milhões de euros. As filmagens tiveram que ser temporariamente interrompidas na Dinamarca e nos Países Baixos devido à pandemia de COVID-19. Foi filmado principalmente em inglês, e outras filmagens ocorreram na Holanda e na Itália.
O projeto foi apresentado no Nordic Film Market como parte do Festival de Cinema de Gotemburgo antes de ser concluído em janeiro de 2021 e foi fortemente cortejado pelos distribuidores. Os direitos do filme foram posteriormente vendidos para a Austrália e Nova Zelândia, os países do Benelux, a Rússia e a Comunidade de Estados Independentes, e a Hungria.

## Lançamento
O filme recebeu um convite para a seção Midnight do 38º Festival de Cinema de Sundance, que incluía: "obras de terror e comédia que desafiam a classificação de gênero", onde estreou em 22 de janeiro de 2022. O filme foi lançado nos cinemas na Dinamarca em 17 de março de 2022 pela Nordisk Film e nos Países Baixos em 21 de julho pela de setembro de Film. Foi lançado nos Estados Unidos em cinemas selecionados em 9 de setembro de 2022 e por meio de vídeo sob demanda em 15 de setembro de 2022 pela Shudder e IFC Films.

## Recepção

### Bilheteria
Gæsterne arrecadou US$ 631.249 contra um orçamento de US$ 3,1 milhões.

### Recepção crítica
No site agregador de resenhas Rotten Tomatoes, 84% das 90 resenhas dos críticos são positivas, com uma classificação média de 7,5/10. O consenso do site diz: "Uma sátira social com dentes afiados, Speak No Evil oferece um deleite sombriamente delicioso para fãs de thrillers misantrópicos." O Metacritic, que usa uma média ponderada, atribuiu ao filme uma pontuação de 78 em 100, com base em 17 críticos, indicando críticas "geralmente favoráveis". O Festival de Cinema de Sundance elogiou o filme como uma "obra satírica de terror brilhantemente provocativa e fervilhante [que] incrimina ambos os lados".
Revendo o filme para o IndieWire, Susannah Gruder elogiou as performances de atuação (especialmente de Morten Burian) e deu-lhe uma nota "A" em uma escala de "A+" a "F", e chamou-o de "o filme de terror mais astuciosamente depravado em anos [que oferece] um comentário penetrante sobre as maneiras como acomodamos os outros ao ponto da autossubjugação". A crítica do The New York Times, Jeannette Catsoulis, deu ao filme uma pontuação de 90/100 e, embora elogiasse a direção de Tafdrup, chamou-o de "uma sátira gelada dos costumes da classe média [que desliza] inexoravelmente de contorcido a sinistro e totalmente chocante [e] é totalmente destemido em sua missão de perturbar".

### Prêmios e indicações
| Premiação                                              | Data de cerimônia              | Categoria                            | Recipiente(s)     | Resultado | Ref(s)        |
| ------------------------------------------------------ | ------------------------------ | ------------------------------------ | ----------------- | --------- | ------------- |
| Filmfestival Oostende                                  | 4–12 de março de 2022          | Melhor coprodução                    | Gæsterne          | Indicado  | [ 21 ]        |
| Festival Internacional de Cinema de Seattle            | 14–24 de abril de 2022         | Melhor filme                         | Gæsterne          | Indicado  | [ 22 ]        |
| Associação de Críticos de Cinema de Chicago            | 13–19 de maio de 2022          | Melhor narrativa                     | Gæsterne          | Indicado  | [ 23 ]        |
| Filmfest München                                       | 22 de junho–2 de julho de 2022 | Melhor filme de um diretor emergente | Christian Tafdrup | Indicado  | [ 24 ]        |
| Festival Internacional de Cinema Fantástico de Bucheon | 7–17 de julho de 2022          | Melhor diretor                       | Christian Tafdrup | Venceu    | [ 25 ]        |
| Festival Internacional de Cinema de Terror de Lisboa   | 6–12 de setembro de 2022       | Melhor filme europeu                 | Gæsterne          | Venceu    | [ 26 ] [ 27 ] |
| Festival de Cinema de Sitges                           | 6–16 de outubro de 2022        | Melhor filme                         | Gæsterne          | Indicado  | [ 28 ]        |